# 田川平三郎
田川 平三郎（たがわ へいさぶろう、旧姓・高橋、1868年4月22日（明治元年3月30日） - 1951年（昭和26年）2月17日）は、日本の商人（米並びに酒商）、神奈川多額納税者、政治家。衆議院議員（神奈川県第四区選出、当選1回）。

## 経歴
三重県飯南郡花岡村（現松阪市）出身。高橋萬蔵の六男。田川幸蔵の養子となり1901年、養弟國太郎の後を承け家督を相続する。米並びに酒商を営む。
田浦町議、三浦郡議、神奈川県議、所得税、営業税の各調査委員、鎌倉銀行取締役、田浦土地建物取締役社長となる。
1922年、神奈川4区の補欠選挙において憲政会公認で当選した。衆議院議員を1期務めた。
1951年2月17日に死去した。

## 人物
貴族院多額納税者議員選挙の互選資格を有する。趣味は読書、園芸。宗教は浄土宗。住所は神奈川県横須賀市浦郷、三浦郡田浦町。

## 家族・親族
田川家
- 養父・幸蔵[6]
- 妻・クラ（1871年 - ?、養父・幸蔵の三女）[6]
- 二男・誠治（1892年 - ?、政治家、神奈川県会議員）[9]
  - 同妻[12]
- 三男[6]
- 四男[6]
- 五男[12]
- 二女[12]
- 三女・照子（1906年 - ?、神奈川、河野一郎の妻）[12]
- 孫・誠一[12]（1918年 - 2009年、政治家、新自由クラブ衆議院議員）

親戚
- 三女の夫・河野一郎[12]（衆議院議員）